# X. Parteitag der RKP (B)
Der X. Parteitag der Kommunistischen Partei Russlands (Bolschewiki) (russisch X съезд РКП(б) XXVII sjesd RKP (B)) wurde vom 8. bis 16. März 1921 in Moskau abgehalten. Er gilt als Beginn der Neuen Ökonomischen Politik und markiert das Ende der Phase des sogenannten Kriegskommunismus. Es wurden den Bauern staatlicherseits Erleichterungen gewährt (Einführung einer Naturalsteuer und Abschaffung des staatlichen Getreidemonopols). Auf diesem Parteitag wurde auch das Verbot der Fraktionsbildung beschlossen, wodurch der innerparteiliche Pluralismus stark eingeschränkt wurde.